# Rockman EXE Stream
Rockman EXE Stream (ロックマンエグゼ STREAM?, Rokkuman Eguze Sutorīmu) è la terza stagione della serie MegaMan NT Warrior, trasmessa originariamente in Giappone su TV Tokyo dal 2 ottobre 2004 al 24 settembre 2005, con un totale di 51 episodi. In Italia la serie è inedita.
L'anime ha una sua storia originale nonostante prenda in prestito elementi dalla controparte videoludica Mega Man Battle Network 3, Mega Man Battle Network 4, Mega Man Battle Network 5 e Mega Man Network Transmission.